# Togkupe
|  | Denne artikel er oprettet af botten Steenthbot ud fra en ekstern database. Den kan derfor have sproglige fejl eller mangler. Denne skabelon kan fjernes efter kontrol af indholdet. |

Togkupe er en dansk dokumentarfilm fra 1994 instrueret af Mette Bitsch.